# モンロー郡 (ミシシッピ州)
モンロー郡（英: Monroe County）は、アメリカ合衆国ミシシッピ州の東部に位置する郡である。2010年国勢調査での人口は36,989人であり、2000年の38,014人から2.7%減少した。郡庁所在地はアバディーン市（人口5,612人）であり、同郡で人口最大の都市はアモリー市（人口7,316人）である。

## 歴史
モンロー郡は第5代アメリカ合衆国大統領ジェームズ・モンローに因んで名付けられた。

## 地理
アメリカ合衆国国勢調査局に拠れば、郡域全面積は772.04平方マイル (1,999.6 km2)であり、このうち陸地764.17平方マイル (1,979.2 km2)、水域は7.87平方マイル (20.4 km2)で水域率は1.02%である。

### 主要高規格道路
- アメリカ国道45号線
- アメリカ国道278号線
- ミシシッピ州道6号線
- ミシシッピ州道8号線
- ミシシッピ州道25号線
- ミシシッピ州道145号線

### 隣接する郡
- ラウンズ郡 - 南
- クレイ郡 - 南西
- チカソー郡 - 西
- リー郡 - 北西
- イタワンバ郡 - 北
- ラマー郡 (アラバマ州) - 東

## 人口動態
以下は2000年の国勢調査による人口統計データである。
| 基礎データ - 人口: 38,014人 - 世帯数: 14,603 世帯 - 家族数: 10,660 家族 - 人口密度: 19人/km2（50人/mi2） - 住居数: 16,236軒 - 住居密度: 8軒/km2（21軒/mi2） 人種別人口構成 - 白人: 68.37% - アフリカン・アメリカン: 30.77% - ネイティブ・アメリカン: 0.10% - アジア人: 0.17% - 太平洋諸島系: 0.01% - その他の人種: 0.11% - 混血: 0.47% - ヒスパニック・ラテン系: 0.69% | 年齢別人口構成 - 18歳未満: 27.2% - 18-24歳: 8.7% - 25-44歳: 27.6% - 45-64歳: 22.5% - 65歳以上: 14.0% - 年齢の中央値: 36歳 - 性比（女性100人あたり男性の人口） - 総人口: 89.7 - 18歳以上: 84.7 世帯と家族（対世帯数） - 18歳未満の子供がいる: 34.7% - 結婚・同居している夫婦: 52.0% - 未婚・離婚・死別女性が世帯主: 17.2% - 非家族世帯: 27.0% - 単身世帯: 24.7% - 65歳以上の老人1人暮らし: 11.8% - 平均構成人数 - 世帯: 2.57人 - 家族: 3.07人 | 収入と家計 - 収入の中央値 - 世帯: 30,307米ドル - 家族: 36,749米ドル - 性別 - 男性: 30,232米ドル - 女性: 20,411米ドル - 人口1人あたり収入: 14,072米ドル - 貧困線以下 - 対人口: 17.2% - 対家族数: 13.6% - 18歳未満: 22.3% - 65歳以上: 21.7% |

## 都市と町

### 都市
- アバディーン - 郡庁所在地
- アモリー

### 町
- ハットリー
- ネトルトン（一部はリー郡）
- スミスビル
- カレドニア

### 村
- ガットマン

### 未編入の町
| - アセンズ - バータハッチー - ベッカー - ビッグビー - ビンフォード - ブリストー - セントラルグローブ | - ダラコット - フリン - ギブソン - グリーンウッドスプリングス - ハミルトン - ラッキー - モルモンスプリングス | - マルドン - パーラム - プレーリー - クインシー - リギンズ - シップジーフォーク - スプランジ | - ストロング - トランキル - ウェストビル - ワイズギャップ - レン |

### 廃村
- カマーゴ
- コットンジンポート